# Kyle Wood
Kyle Wood (* 4. Mai 1996 in Waterloo, Ontario) ist ein kanadischer Eishockeyspieler, der seit August 2022 bei Kunlun Red Star aus der Kontinentalen Hockey-Liga (KHL) unter Vertrag steht und dort auf der Position des Verteidigers spielt. Zuvor absolvierte Wood unter anderem annähernd 250 Spiele in der American Hockey League (AHL) und verbrachte eine Spielzeit bei den Löwen Frankfurt in der DEL2.

## Karriere
Wood verbrachte seine Juniorenzeit bis 2012 in Nachwuchsmannschaften aus seiner Geburtsstadt Waterloo, ehe es ihn zur Saison 2012/13 in die Ontario Junior Hockey League zog, wo er für die Orangeville Flyers auflief. Zum Ende der Spielzeit debütierte der Verteidiger für die Brampton Battalion in der Ontario Hockey League, die ihn in der OHL Priority Selection ausgewählt hatten. Durch den Umzug der Battalion im Sommer 2013 lief Wood mit Beginn der Spielzeit 2013/14 für die North Bay Battalion in derselben Liga auf. Mit der Mannschaft erreichte der Abwehrspieler die Finalserie um den J. Ross Robertson Cup, in der sie den Guelph Storm unterlag. Anschließend wurde Wood im NHL Entry Draft 2014 in der dritten Runde an 84. Stelle von der Colorado Avalanche aus der National Hockey League ausgewählt.
Für Wood folgten zunächst zwei weitere Jahre bei North Bay in der OHL, gegen deren Ende seine Transferrechte im Februar 2016 an die Arizona Coyotes abgegeben wurden. Gemeinsam mit ihm wechselten Alex Tanguay und Conner Bleackley, während die Colorado Avalanche den Dänen Mikkel Bødker als Gegenleistung erhielt. Wenige Wochen später unterzeichnete Wood einen NHL-Einstiegsvertrag in Arizona, so dass er gegen Ende der Saison 2015/16 für das damalige Coyotes-Farmteam Springfield Falcons in der American Hockey League im Profibereich debütierte. Mit Beginn des Spieljahres 2016/17 stand der Kanadier für Arizonas neu gegründetes Farmteam Tucson Roadrunners auf dem Eis. In seiner ersten kompletten Spielzeit bei den Profis sammelte der Defensivakteur 43 Scorerpunkte in 68 Einsätzen, was ihm neben einer Einladung zum AHL All-Star Classic im Saisonverlauf auch die Wahl ins AHL All-Rookie Team am Saisonende einbrachte. Das zweite Jahr verlief weniger erfolgreich für Wood, der sich durch den neuen Trainerstab öfter auf der Tribüne wiederfand und so in lediglich 49 Saisonspielen eingesetzt wurde. Vor Beginn seines letzten Vertragsjahres wurde er im Juni 2018 im Tausch für Adam Helewka an die San Jose Sharks bzw. deren Farmteam, die San Jose Barracuda abgegeben. Nach einer Saison, die er ebenfalls ausschließlich in der AHL verbrachte, wechselte der Verteidiger im Tausch für Trevor Carrick zu den Carolina Hurricanes. Dort lief er bis Dezember 2019 ebenfalls in der AHL bei den Charlotte Checkers auf, ehe er an die Detroit Red Wings abgegeben wurde. Im Gegenzug wechselte der finnische Verteidiger Oliwer Kaski nach Carolina.
Bei den Red Wings wurde sein auslaufender Vertrag nach der Saison 2019/20 nicht verlängert, sodass er sich im November 2020 den Löwen Frankfurt aus der DEL2 anschloss. Nach 33 DEL2-Einsätzen und 21 Scorerpunkten wechselte Wood im Juli 2021 in die tschechische Extraliga zu Rytíři Kladno. Dort brach er nach der Spielzeit seine Zelte wieder ab und wechselte im August 2022 zu Kunlun Red Star aus der Kontinentalen Hockey-Liga (KHL).

## Erfolge und Auszeichnungen
- 2016 AHL-Rookie des Monats Oktober
- 2017 Teilnahme am AHL All-Star Classic
- 2017 AHL All-Rookie Team

## Karrierestatistik
Stand: Ende der Saison 2023/24
(Legende zur Spielerstatistik: Sp oder GP = absolvierte Spiele; T oder G = erzielte Tore; V oder A = erzielte Assists; Pkt oder Pts = erzielte Scorerpunkte; SM oder PIM = erhaltene Strafminuten; +/− = Plus/Minus-Bilanz; PP = erzielte Überzahltore; SH = erzielte Unterzahltore; GW = erzielte Siegtore; 1 Play-downs/Relegation; Kursiv: Statistik nicht vollständig)